# عبد السلام الشويعر
عبد السلام بن محمد بن سعد الشويعر هو عالم دين سني سعودي له العديد من المؤلفات المطبوعة والمقالات والبحوث المنشورة وحاصل على دكتوراه في الفقه المقارن من جامعة الإمام محمد بن سعود الإسلامية.

## المؤهلات العلمية
- البكالوريوس من كلية الشريعة في الرياض عام 1415/1416 هـ.
- الماجستير في الفقه المقارن من المعهد العالي للقضاء بجامعة الإمام محمد بن سعود الإسلامية عام 1418 هـ.
- الدكتوراه في الفقه المقارن من المعهد العالي للقضاء بجامعة الإمام محمد بن سعود الإسلامية بالرياض عام 1421 هـ بتقدير امتياز مع مرتبة الشرف الأولى.[2]

## أعماله ومناصبه
- التدريس والإشراف على الرسائل العلمية (الماجستير والدكتوراه) ومناقشتها في العديد من الكليات مثل: (المعهد العالي للقضاء) و (الجامعة الإسلامية في المدينة المنورة) و (كلية الشريعة في الرياض).
- أستاذ مشارك بقسم العلوم الشرعية والقانونية في كلية الملك فهد الأمنية (1426 هـ).
- أستاذ مساعد في الكلية نفسها (1426 هـ - 1421هـ).
- وكيل ورئيس قسم العلوم الشرعية والقانونية في الكلية (1422 هـ - 1425 هـ).
- وكيل الدراسات المدنية (1425 هـ - 1427 هـ).

- عضو هيئة التدريس في كلية الملك فهد الأمنية وفي المعهد العالي للدراسات الأمنية.[3]

## المؤلفات
- تحقيق كتاب البيان في الفقه للشافعي وهو رسالة دكتوراه.
- عقد الكفالة وتطبيقاته الحديثة.
- البطاقات الائتمانية القرضية، والتعامل بها للأشخاص.
- أحكام الدماء في الحج.
- فقه صوم المريض.
- فقه حج المريض.
- شرح طهارة المريض وصلاته.
- شرح كتاب دليل الطالب لنيل المطالب.
- الصلح في العقود ودور السلطة القضائية والتنفيذية فيه.
- طبيعة ملتزم التعويض في الفقه والأنظمة الخليجية.
- مذكرة في البنوك والمعاملات المصرفية المعاصرة.
- التتبع لما خالف فيه يحيى بن يحيى الليثي سائر الرواة في الموطأ لمالك بن أنس.
- فتح الوهاب شرح منظومة الآداب للحجاوي.
- الفارضية في الفرائض على مذهب الحنابلة لشمس الدين الفارضي.
- الاعتداد بخلاف الظاهرية في الفروع الفقهية دراسة تأصيلية.
- شخصية الشركات الحديثة في الفقه الإسلامي وآثارها دراسة مقارنة.[4]